# Vênus de Chiozza
A Vênus de Chiozza é uma estatueta de Vênus datada do Paleolítico. Foi encontrada pelo Dr. Luigi De Buoi no sítio arqueológico de Chiozza, na comuna de Scandiano, na Reggio Emilia (Itália).
É preservado no Palazzo dei Musei, pertencente aos Musei Civici di Reggio Emilia.